# Alacska
Alacska (vyslovováno [alačka]) je vesnice v Maďarsku v župě Borsod-Abaúj-Zemplén, spadající pod okres Kazincbarcika. Do roku 2013 patřila do okresu Miskolc, poté ale byla přeřazena pod okres Kazincbarcika. Nachází se asi 2 km západně od Sajószentpéteru. V roce 2015 zde žilo 778 obyvatel, jež dle údajů z roku 2001 byli všichni maďarské národnosti.
Jedinou sousední obcí je město Sajószentpéter.